# Antōnīs Nikolaou
Antōnīs Nikolaou (in greco: Αντώνης Νικολάου; 29 ottobre 1974) è un ex calciatore cipriota, di ruolo difensore.

## Carriera
Ha giocato 2 partite per la nazionale cipriota tra il 1999 e il 2000.